# Powiat Abaúj-Hegyköz
Powiat Abaúj-Hegyköz (węg. Abaúj-Hegyközi kistérség) – jeden z piętnastu powiatów komitatu Borsod-Abaúj-Zemplén na Węgrzech. Siedzibą władz jest miasto Gönc.

## Miejscowości powiatu Abaúj-Hegyköz
- Abaújalpár
- Abaújkér
- Abaújszántó
- Abaújvár
- Arka
- Baskó
- Boldogkőújfalu
- Boldogkőváralja
- Felsődobsza
- Fony
- Gibárt
- Golop
- Gönc
- Göncruszka
- Hejce
- Hernádbűd
- Hernádcéce
- Hernádszurdok
- Hidasnémeti
- Kéked
- Korlát
- Mogyoróska
- Pányok
- Pere
- Regéc
- Sima
- Tállya
- Telkibánya
- Tornyosnémeti
- Vilmány
- Vizsoly
- Zsujta